# ジエチルアミノエチルセルロース

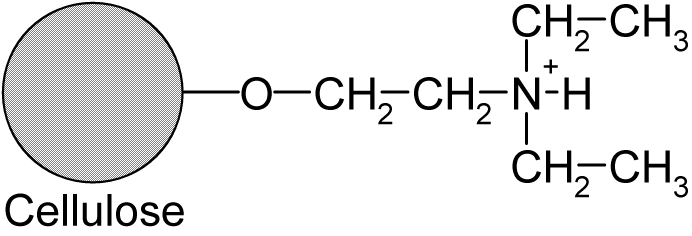
DEAE-Cの構造:正に帯電しているジエチルアミノエタノール基は陰イオンと結合しやすい。

ジエチルアミノエチルセルロース（英語:Diethylaminoethyl cellulose、略称:DEAE-C）は正に帯電したイオン交換樹脂である。これはタンパク質やアミノ酸の分離精製のために行われるカラムクロマトグラフィーの一種であるイオンクロマトグラフィーで使用される。ゲルベッドはジエチルアミノエタノールによって誘導体化され、負電荷を持つタンパク質やアミノ酸をゲルベッドに固定する。溶液の塩濃度を上昇させるかpHを変えてタンパク質の持つ電荷を変化させると、樹脂からタンパク質が溶出してくる。

## 種類

### 一般的な樹脂
一般的に販売されているDEAE-セルロースにはDE52とDE53がある。セルロースのイオン交換樹脂は結合部位により結合しやすくするため強塩基性下で膨潤するが、あらかじめ膨潤した状態で調製される。
ジエタノールアミンの緩衝範囲はpH8.4-8.8であるが、DEAE-セルロースの緩衝範囲は製品によって変わる。

### DEAE-D
DEAE-デキストラン (DEAE-D)は正に帯電したデキストランの誘導体で、ワクチンの誘導体や遺伝子治療、タンパク質の安定化、脂質異常症の予防や凝析剤などに用いられる。DEAE-デキストランも動物細胞に外部からDNAを導入するのに用いられる。DEAE-デキストランは導入するDNAを含む溶液に加えられる。DEAE-デキストランは負に帯電しており、DNA分子に結合して細胞が核酸を吸収するのを促進するが、そのメカニズムはよくわかっていない。この方法は分子生物学で用いられる一時的な導入に対して有効である。

### その他の誘導体
DEAE-セファロース、DEAE-650やDEAE-セファデックスがクロマトグラフィーで一般的に用いられる。

## イオン交換クロマトグラフィー
DEAE-セルロースは弱い陰イオン交換体である。イオン交換は微妙な電荷の違いによってタンパク質を分離するのに用いられる。他のイオン交換体と同様に、樹脂は正電荷を帯びており、負電荷をもつ分子やイオンと親和性が高い。DEAEセルロースの正電荷はプロトン化されたアミノ基に起因している。樹脂が確実にプロトン化され、正電荷を帯びているようにするため、クロマトグラフィーはアミノ基のpKaである10より2以上小さいpHで行うことが望ましい。樹脂とタンパク質の結合の強さはカラム内のpHと目的のタンパク質の等電点に大きく依存する。DEAEセルロースはほとんどのpHで一部しかイオン化しないため、弱いイオン交換樹脂であるから、DEAE-セルロースを用いた効率的なイオンクロマトグラフィーを行うにはカラム内をある特定のpHに保つ必要がある。目的のタンパク質はカラム内の塩濃度が増大するか、3級アミンと結合の強さで並ぶイオンが加わったときに溶出する。塩化物イオンが樹脂に結合してタンパク質を再配置し、タンパク質がカラムを流れやすくするため、塩化ナトリウムや塩化カリウムがよく使われる。安定な緩衝液を使うことでタンパク質が負電荷を失い、溶出しやすくなる。
セルロース、デキストラン、アガロースなどの不溶性高分子は内部で基質を作るため反応しにくく、ゆえにクロマトグラフィーでは強電解質を加えて強いイオン交換樹脂の誘導体に帰ることが多い。DEAE-セルロースベッドはジエチルアミノエチル鎖がセルロースのD-グルコースサブユニットの酸素原子と共有結合を作っている。